# IC 388-1
IC 388-1 — галактика типу C (компактна галактика) у сузір'ї Ерідан.
Цей об'єкт міститься в оригінальній редакції індексного каталогу.